# ビフラビオリンシンターゼ
ビフラビオリンシンターゼ（biflaviolin synthase）は、次の化学反応を触媒する酸化還元酵素である。
- (1) 2 フラビオリン + NADPH + H+ + O2 {\displaystyle \rightleftharpoons } 3,3'-ビフラビオリン + NADP+ + 2 H2O
- (2) 2 フラビオリン + NADPH + H+ + O2 {\displaystyle \rightleftharpoons } 3,8'-ビフラビオリン + NADP+ + 2 H2O

この酵素の基質はフラビオリン、NADPHとO2で、生成物は3,3'-ビフラビオリンまたは3,8'-ビフラビオリン、NADP+とH2Oである。
組織名はflaviolin,NADPH:oxygen oxidoreductaseで、別名にCYP158A2、CYP 158A2、cytochrome P450 158A2がある。